# 札幌創価幼稚園

学園旗

札幌創価幼稚園（さっぽろそうかようちえん）は、北海道札幌市豊平区にある私立幼稚園。設置者は学校法人創価学園。

## 沿革
- 1976年 - 札幌創価幼稚園開園

## 同窓会
- 卒業生の集まりとして「創陽会」がある。
- 毎年9月に創価大学で「創価教育同窓の集い」が開催されている。
- 「○期生大会」が随時開催されている。

## 関係幼稚園
- ブラジル
  - ブラジル創価幼稚園
- 香港
  - 香港創価幼稚園
- 韓国
  - 韓国幸福幼稚園
- マレーシア
  - マレーシア創価幼稚園
- シンガポール
  - シンガポール創価幼稚園